# فیش‌تاون (فیلادلفیا)
فیش‌تاون (به انگلیسی: Fishtown) یک منطقهٔ مسکونی در ایالات متحده آمریکا است که در فیلادلفیا قرار دارد. در واقع در شمال شرقی مرکز شهر فیلادلفیا است، مرزهای آن امروزه به دلیل عوامل بسیاری تا حدودی مورد مناقشه است، اما در یک مثلث ایجاد شده حدفاصل رودخانه دلاور، خیابان فرانت و خیابان یورک قرار دارد. ساکنان جدید این منطقه خیابان لیهای در شمال شرقی را گسترش دادند، در حالی که برخی از ساکنان مسن تر منطقه را به خیابان نوریس محدود می‌کنند. این مرز توسط مترو ترانزیت سریع مارکت-فرانکفورت/خط مرتفع سیستم SEPTA ارائه می‌شود. فیش تاون یک محله کارگری کاتولیک‌های ایرلندی است، اما اخیراً شاهد هجوم زیادی از متخصصان جوان شهری و نجیب گرایی بوده‌است.